# HD 108874
HD 108874 — одиночная звезда в созвездии Волос Вероники на расстоянии приблизительно 195 световых лет (около 59,8 парсек) от Солнца. Видимая звёздная величина звезды — +8,9m. Возраст звезды определён как около 6,2 млрд лет.
Вокруг звезды обращается, как минимум, две планеты.

## Характеристики
HD 108874 — жёлтый карлик спектрального класса G5V, или G5, или G9V. Масса — около 1,081 солнечной, радиус — около 1,093 солнечного, светимость — около 1 солнечной. Эффективная температура — около 5496 K.

## Планетная система
В 2003 году группой астрономов, работающих с данными, полученными в обсерватории Кека, было объявлено об открытии планеты HD 108874 b.
В 2005 году группой астрономов было объявлено об открытии планеты HD 108874 c.
В 2019 году учёными, анализирующими данные проектов HIPPARCOS и Gaia, у звезды обнаружена планета HIP 61028 d.